# (3148) Grechko
(3148) Grechko est un astéroïde de la ceinture principale.

## Description
(3148) Grechko est un astéroïde de la ceinture principale. Il fut découvert le 24 septembre 1979 à Naoutchnyï par Nikolaï Tchernykh. Il présente une orbite caractérisée par un demi-grand axe de 3,10 UA, une excentricité de 0,19 et une inclinaison de 0,7° par rapport à l'écliptique.

## Compléments